# Tamir
De Tamir (Mongools: Тамир гол) is een rivier die door valleien van het Changaigebergte in de provincie Arhangaj in centraal-Mongolië stroomt. De naam Tamir betekent sterkte of kracht.
Over het grootste deel van zijn lengte is de Tamir verdeeld in twee stromen, de Noordelijke Tamir (Хойт Тамир гол), en de Zuidelijke Tamir (Урд Тамир гол).
De Noordelijke Tamir ontspringt tussen de Shalkhagiin Khoit bergrug en de berg Togoo in de sum Ikh-Tamir.
De Zuidelijke Tamir begint ongeveer 25 km naar het zuidwesten in de sum Bulgan aan het eind van de Khairkhny bergrug.
De twee stromen verlopen min of meer naar het noordoosten tot ze samenvloeien bij het centrum van de sum Battsengel.
De lengte van de (zuidelijke) rivier is 280 km, de breedte na de samenvloeiing 40-70 meter en de diepte tot 2 meter. De stroomsnelheid is circa 2 m/sec.
De Tamir is een belangrijke zijrivier van de Orhon, waarin hij uitmondt enkele km ten westen van het meer Ögii nuur.
- Virtual International Authority File: 2582156317455902350003